# Tumor primario
.

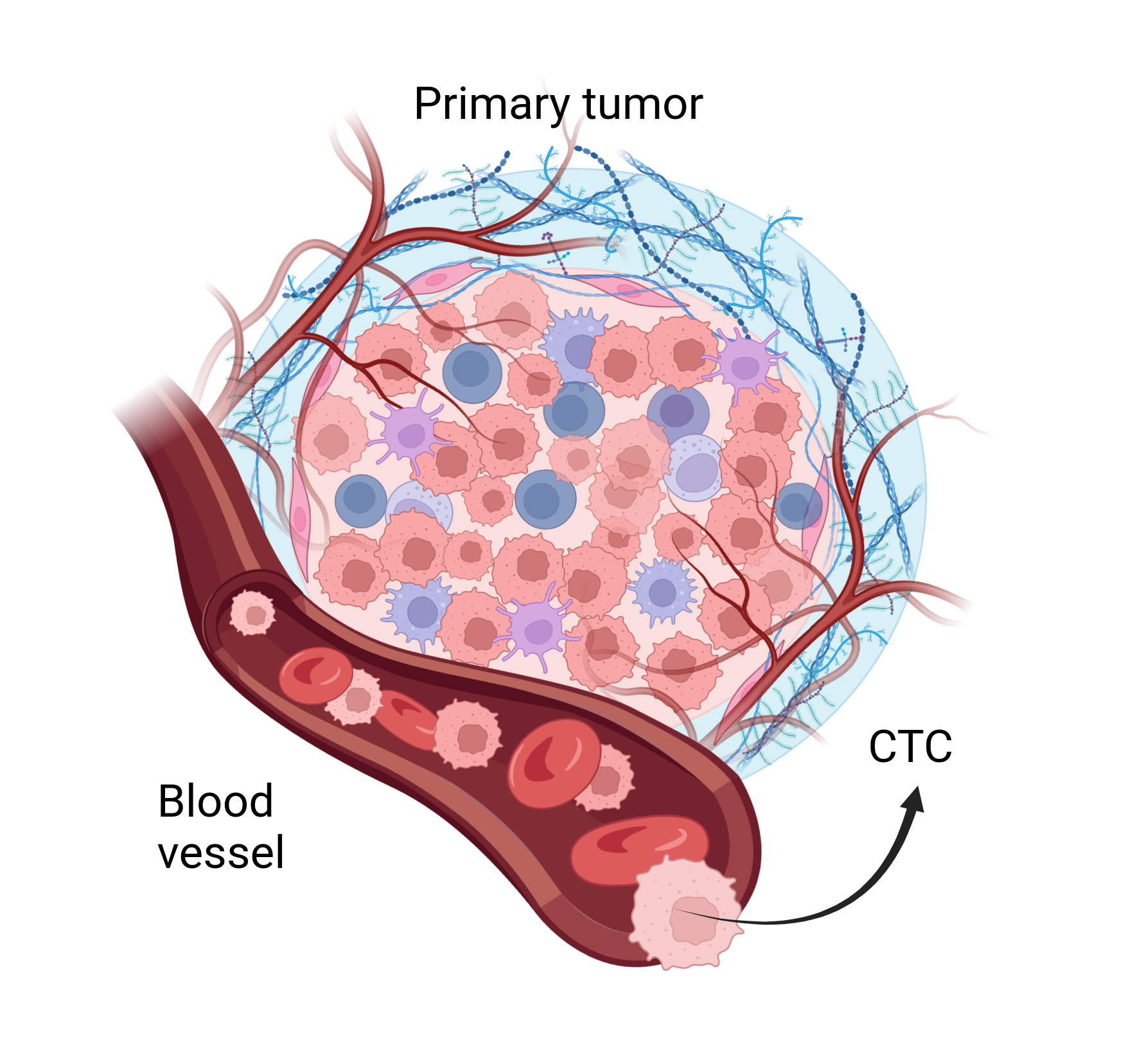
Una ilustración que muestra un tumor primario (en forma de microambiente tumoral) y las células tumorales circulantes (CTC), responsables de futuras metástasis

Un tumor primario es un tumor que crece en el lugar anatómico donde comenzó la progresión del tumor y procedió a producir una primera masa cancerosa. La mayoría de los cánceres sólidos se desarrollan en su localización primaria, pero luego pueden hacer metástasis o extenderse a otras partes del cuerpo mediante la liberación de células tumorales circulantes. Estos tumores posteriores que surgen en localizaciones alejadas son llamados tumores secundarios.
La mayoría de los cánceres siguen llamándose como su localización primaria como, por ejemplo, el cáncer de mama o el cáncer de pulmón,  incluso después de haberse extendido a otras partes del cuerpo. 
Un cáncer de origen primario desconocido es el cáncer que se determina que está en fase metastásica, pero no se puede identificar un tumor primario.